# Haus Bolthausen

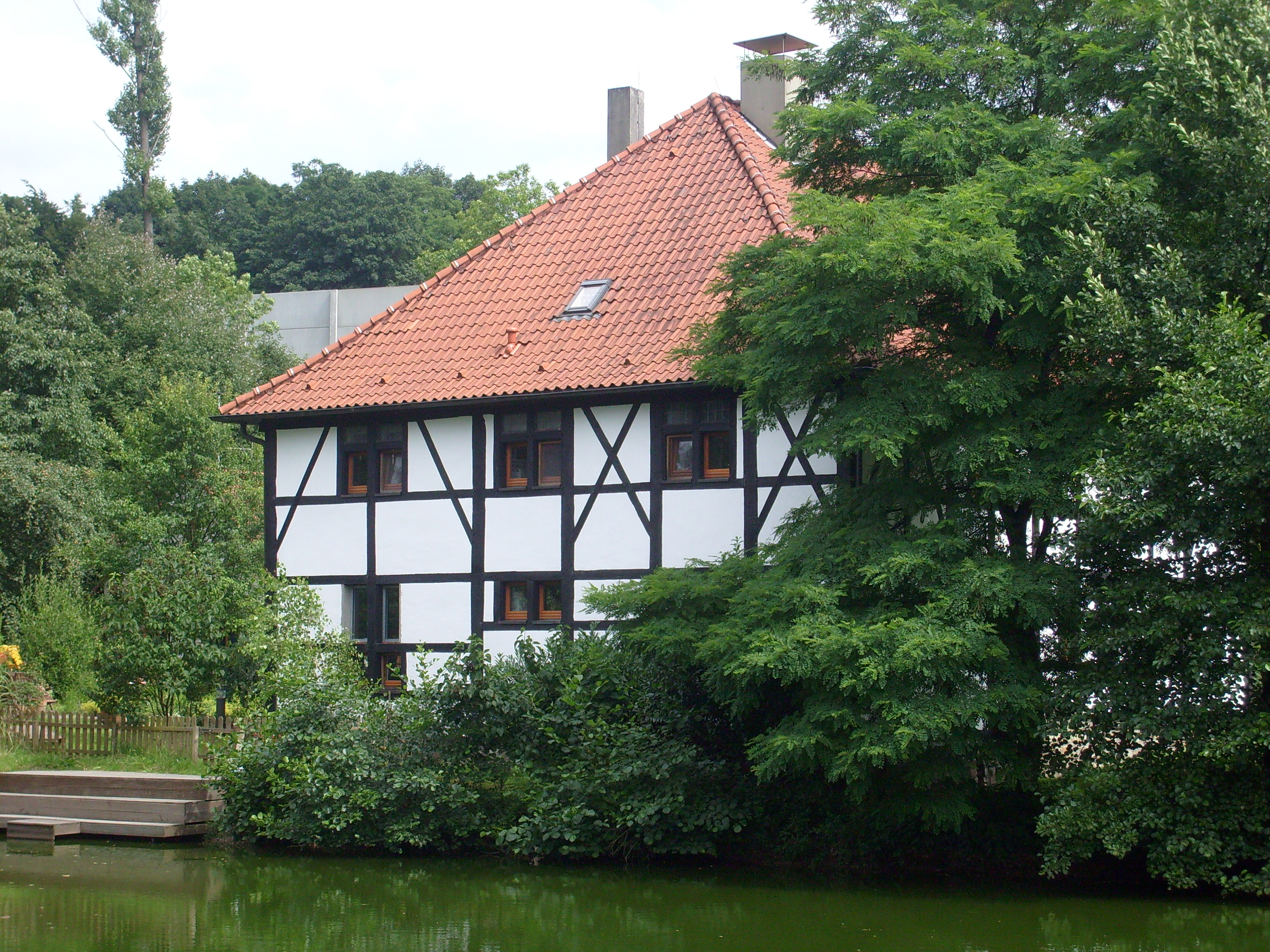
Haus Bolthausen 4

Das Haus Bolthausen, auch unter Gut Bolthausen erwähnt, ist ein unter Denkmalschutz stehendes Gutshaus (auch Hofeshaus) im Wuppertaler Stadtteil Vohwinkel (Straße Bolthausen 4).
Das schlichte zweigeschossige Fachwerkhaus im heutigen Wohnquartier Westring stammt aus dem 17. Jahrhundert. Am 6. Juli 1987 ist das vom Verfall bedrohte Gebäude unter Baudenkmalschutz gestellt worden. Die Stadt suchte damals einen erhaltungswilligen Kaufinteressenten, der sich dann gefunden hat. Das Gebäude wurde Anfang der 1990er Jahre restauriert.
Bolthausen war in der frühen Neuzeit Teil der Obersten Honschaft Haan im Amt Mettmann des Herzogtums Berg. Heute wird auch die Wuppertaler Ortslage, in der sich das Gebäude befindet, als Bolthausen bezeichnet.